# 角宿一
角宿一（α Vir / 室女座α /英语：）位於室女座，是全天空第十六亮的恆星，也是室女座最明亮的恆星。北半球的觀測者在春季夜晚，可以在東南方向的天空看到这颗明亮的1等星。想要找到角宿一，觀測者只需要沿着位于大熊座的北斗七星的斗柄和牧夫座的大角连成的曲线方向往下就可以看到它。角宿一是一個聯星系統：角宿一A是一顆藍巨星，屬於仙王座β型變星。角宿一B比角宿一A小，是一顆主序星。角宿一距離地球有260光年之遥。

## 觀測史
古希臘天文學家喜帕恰斯根據角宿一的移動發現歲差運動。埃及底比斯一座獻給哈索爾女神的神廟被認為是當時的人們根據角宿一的方位在西元前3200年所建造的，隨著時間流逝，角宿一與神廟的相對位置出現緩慢但明顯的變化。波蘭天文學家尼古拉·哥白尼使用自己製造的工具對角宿一進行大量觀測，主要是為了研究歲差運動。因為角宿一是距離太陽最近的大質量聯星系統之一，所以天文學家經常對它進行大量研究。

## 物理性質
角宿一實際上是一對距離很近，互相環繞公轉的聯星系统，系统内兩顆恒星彼此距離只有0.12天文单位，公轉軌道周期只有4.0145天。因為這兩顆恆星距離非常接近，所以肉眼無法分辨出來。這對聯星的軌道運動變化導致單一恆星的光學頻譜譜線產生都卜勒效應，所以角宿一也是光譜聯星 。1966年至1970年之間，天文學家使用干涉儀觀測角宿一，直接計算它的軌道數據及角距離。天文學家後來認為角距離為(0.90 ± 0.04) × 10−3 角秒,而軌道半長軸略大於(1.54 ± 0.05) × 10−3 角秒。
角宿一A的光谱属温度很高的B1 III-IV型，恆星光譜位於巨星及次巨星之間，不再屬於B型主序星 。它的質量超過10倍太陽質量，半徑為太陽的7倍。角宿一A的实际亮度为太阳的12,100倍，也是角宿一B的8倍。角宿一A是將會成為距離太陽最近的II型超新星之一。角宿一A自轉速度很快，赤道自轉速度為每秒199公里 。
角宿一B的光谱型是B2 V型，為一顆主序星 。角宿一B也是仙王座β型变星，亮度變化週期大於0.1738天，與徑向速度變化週期一致，顯示恆星表面正在規律的膨脹與縮小。
這個系統的第二個成員，角宿一B是少數幾顆光譜受到S-S效應影響的恆星之一。這是譜線在軌道運行過程中强度的異常變化，當恆星遠離觀測者時，譜線會變弱。這可能是由主星的强烈恆星風使得遠離中的伴星星光被散射引起的。伴星角宿一B比主星角宿一A小，質量大約是太陽的4倍，半徑是太陽的3.6倍。它的恆星分類是B4-7V，所以它還是一顆主序星 。
角宿一也是旋轉橢球變星，所以視星等會有幾乎難以察覺的0.03等變化。角宿一聯星系统的两颗恒星自轉速度比公轉速度還快。角宿一是温度最高的一等星之一，高温使其同时辐射强度相当高的紫外线，这使得角宿一实际比其外观上光度更高。

## 觀測

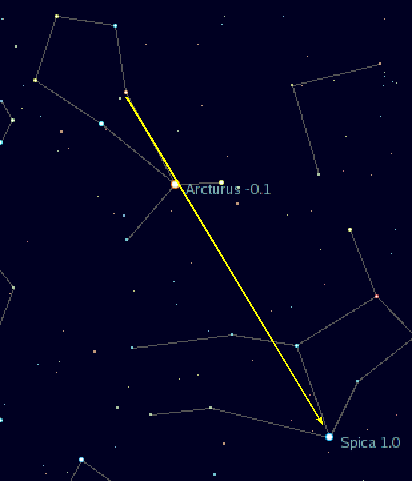
如何在夜空中尋找角宿一

角宿一位于天球南緯11度附近，同时也坐落在接近黄道的位置上，因此有可能被月球和其他行星遮掩，发生行星掩星现象。角宿一最近一次行星掩星現象發生在1783年11月10日，當時金星正好通過角宿一前方。下一次行星掩星現象將發生在2197年9月2日，屆時金星將再度通過角宿一前方。太陽在每年10月16日都會通過角宿一北方2°左右的地區，它的偕日升發生在兩個星期之後，金星會在角宿一偕日升時通過它的前方。金星在2009年11月3日通過角宿一北方3.5°左右的地區。

## 文化意義
秋季時太阳会经过室女座，这使得角宿一成为秋季作物收获的象征星，英文名稱来自于拉丁语中，意为“室女的麥穗”。角宿一在中國天文學中位於角宿。角宿一在印度天文學中，對應於二十七宿中的Chitra。在中世紀天文學中，角宿一被分類為貝赫尼安恆星，象徵祖母綠及鼠尾草。

## 外部連結
- Spica （页面存档备份，存于）